# Torneo de Umag 2015
El Konzum Croatia Open Umag 2015 es un torneo de tenis. Pertenece al ATP Tour 2015 en la categoría ATP World Tour 250. El torneo tendrá lugar en la ciudad de Umag, Croacia, desde el 20 de julio hasta el 26 de julio de 2015 sobre tierra batida.

## Cabezas de serie

### Masculino
| Tenista               | Ranking | Preclasificada |
| Gaël Monfils          | 17      | 1              |
| Roberto Bautista Agut | 23      | 2              |
| Andreas Seppi         | 26      | 3              |
| Dominic Thiem         | 28      | 4              |
| Pablo Andújar         | 32      | 5              |
| Fabio Fognini         | 33      | 6              |
| Philipp Kohlschreiber | 34      | 7              |
| Borna Ćorić           | 37      | 8              |

- Los cabezas de serie, están basados en el ranking ATP del 13 de julio de 2015.

### Dobles masculinos
| Tenista                               | Ranking | Preclasificada |
| Marin Draganja Henri Kontinen         | 60      | 1              |
| Dominic Inglot Philipp Petzschner     | 95      | 2              |
| Mariusz Fyrstenberg Santiago González | 98      | 3              |
| Pablo Carreño Busta Marcel Granollers | 104     | 4              |

## Campeones

### Individual Masculino
Dominic Thiem venció a  João Sousa por 6-4, 6-1

### Dobles Masculino
Máximo González /  André Sá vencieron a  Mariusz Fyrstenberg /  Santiago González por 6-4, 3-6, [10-5]